# ネメシス (小説)
『ネメシス』(Nemesis)は、アイザック・アシモフのSF小説。1989年に刊行された。

## 概要
太陽系の近傍に発見された赤色矮星ネメシスをめぐり、太陽系を脱してネメシス系に移住した植民衛星ローターと、それを追うべく超光速航法「ハイパースペース・トラベル」の開発に挑む地球との、2つの舞台で物語が進行する。
執筆当時に統合が進められていたファウンデーションシリーズ・ロボットシリーズのどちらにも属さない独立した作品だが、両シリーズの重要な小道具であるハイパースペース・トラベルの開発がストーリーの軸になっており、後に『ファウンデーションの誕生』で本作のエピソードに言及しているなど関連は大きい。
短編集『ゴールド-黄金』所収のエッセイ「アイデア」にて、本作のプロット考案の過程が紹介されている。

## あらすじ
23世紀、人類は超過密状態の地球に住む80億の人々と、太陽系内に建設されたいくつかの植民衛星（スペースコロニー）に住む数億の人々とに分かれていた。その植民衛星のひとつローターは極秘に光速航行技術「ハイパー・アシスト駆動」を実用化し、深宇宙探査ロケットを送り出す。ローターの天文学者ユージニアは、そのデータを基に地球からわずか2光年の距離にありながらオールトの雲によって隠されていた赤色矮星を発見、「ネメシス」と命名する。
やがて指導者ピット長官の下、ローターはハイパー・アシスト駆動によって太陽系を離脱し2年がかりでネメシス太陽系に到達、巨大惑星メガスをめぐる衛星エリスロの軌道に乗る。やがてユージニアはネメシスが太陽系に将来及ぼす脅威を発見するが、地球や他の植民衛星によるローターへの干渉を忌み嫌うピットは、地球への警告を禁止する。
一方地球でも、ユージニアの元夫だった情報局員クライルの示唆によって、ネメシスの存在とその脅威が明らかとなる。ネメシスとローターの調査のため、情報局長で実質的な地球の支配者であるタナヤマと後継者コロパツキィの指揮の下、物理学者テッサを中心に真の超光速航法「ハイパースペース・トラベル」の研究が進められる。12年の歳月を経て遂に初の超光速宇宙船「スーパールミナル」が完成、テッサとクライルを含む5人のクルーを乗せてネメシス探索へと旅立つ。
その頃エリスロでは、ユージニアとクライルの娘で、人並み外れた知性と直感能力を持つ少女・マルレイネが、エリスロを支配する謎の知的存在とコンタクトしようとしていた…。